# Dogodek v mestu Gogi
Dogodek v mestu Gogi je drama slovenskega dramatika Slavka Gruma. Navdih zanjo je dobil med delom v umobolnici. Napisal jo je v letih 1928−1929, po mnenju slovenista Petra
Scherberja pa dve leti prej, 1926−1927, vendar založniki zanjo niso pokazali zanimanja. Objavljena je bila leta 1930 v samozaložbi, prvič uprizorjena pa 1931 v Mariboru in nato v Ljubljani.

## Značilnosti dela
Dogodek v mestu Gogi velja za Grumovo najbolj znano in dovršeno delo. Drama priznanja ni dobila samo doma, temveč je bila deležna tudi mednarodne pozornosti. 
Življenje je grozljiv sen, kar drama prikazuje preko sprevrženosti prebivalcev mesta Goge, ki mučijo eden drugega, vsak na svoj način. V Gogi odrešitev ni možna, vsak ostane žrtev potlačenih in neizživetih strasti. Vzdušje v mestu je zadušljivo. Neaktivnost spodbuja čudaškost ljudi, zato vsi hrepenijo po dogodku, ki bi pomenil novo, drugačno življenje, ki bi prevetril Gogo, a dogodka ni. Edina možnost za njegovo uresničitev bi bil lahko trenutek, ko Hana s svečnikom potolče vsiljivega Preliha, vendar ta preživi, s čimer je dogodek spet zadušen. Na vzdušje pomembno vpliva tudi eros. Ljudje so namreč spolno neizživeti in to jih razkraja. Značilnega dramskega konflikta in zgodbe pravzaprav ni. Gre le za prikaz moreče atmosfere neke skupnosti, ki je posledica dejanj te skupnosti. Glavni cilj dramatika je pokazati duševnost neke skupine ljudi. Za Gogo je značilna grotesknost - grozljiva popačenost. Absurdnost drame je v iskanju izhoda iz začaranega kroga vsakdana. Goga bo ostala vedno ista - kraj, kjer prebivajo ujeti razčlovečeni ljudje, ki si ne morejo, morda celo ne želijo pomagati. Konec predstavi tragičnost mesta, saj se dogajanje ne razplete, ampak se stvari, ki so se zgodile že na začetku, le ponovijo.
Prikazani čas obsega en dan in eno noč. Goga je zanikrno, razpadlo in dolgočasno mesto, ki se zdi, kot da bi ga opustošila vojna. Zgradbe so napol porušene, a se prebivalci za to sploh ne menijo. Polno je umazanije, prahu, trohnobe in vsega morbidnega, prebivalci pa so pasivni in živijo svoja monotona, prazna življenja brez najmanjšega kančka družabnosti in dobrih sosedskih odnosov. Mesto pravzaprav razpada zaradi odnosov med prebivalci – vsi so preveč zaposleni s hinavščino, opravljanjem (sestri Tarbula in Afra), izprijenim (oficir Gapit s svojo lutko) ali bolestnim ravnanjem (grbavec Teobald in njegova obsedenost z gledališkim igranjem), ne morejo si popestriti življenja ali oživiti mesta. Morda lahko v povezavi med krajem dogajanja in notranjostjo prebivalcev zasledimo nekaj impresionizma, čeprav ta ni več harmoničen - prebivalci so namreč vsi notranje nemirni, polni sovraštva in neprijaznosti, prav takšna pa je tudi Goga, razpadla in neprijazna za življenje.
Po zunanji zgradbi je drama kratka dvodejanka, ki ne poteka v vzročnem zaporedju, temveč simultano. Taka predstava deluje kot kompliciran, vendar skrajno precizen mehanizem.
Idejo drame lahko razumemo kot sociološko in psihološko. Prva vidi mesto Gogo kot izraz tesnih, zadušnih, nemogočih in nesvobodnih razmer na Slovenskem v času med vojnama. Druga razlaga izhaja iz dejstva, da so skoraj vse psihične deformacije prebivalcev mesta Goge v takšni ali drugačni zvezi z erotiko. To dejstvo vodi do Freudove psihoanalize.

## Oznaka oseb
Vsaka od nastopajočih oseb nekako trpi, predvsem zaradi raznih travm in telesnih hib, katerih povod naj bi bile potlačene erotične želje. 
- Hana, hči bogatega trgovca, je glavna oseba v drami. Prikazana je kot najbolj človeška izmed vseh prebivalcev Goge, saj nima nikakršnih nenormalnih hib ali česarkoli, kar bi na bralca učinkovalo groteskno. Izpostaviti velja le njeno grozovito izkušnjo iz mladosti - posilstvo, za kar pa ni kriva sama. Tega bremena se želi znebiti, saj verjame, da je spolnost lahko vseeno lepa. Odloči se za odhod iz mesta, proč od grozovitosti in dolgočasja. Njeno vrnitev bralec lahko razume kot dokončno soočenje z otroško travmo, saj ji po vsej verjetnosti beg od doma in oddaljenost nista pomagala, da bi ušla spominom. Njeno trpljenje je psihološko popolnoma prepričljivo, posledično pa lahko razumemo tudi njeno ravnanje. Z literarnega vidika je Hanino trpljenje malce površno dodelano, saj se sama med komunikacijo s posiljevalcem Prelihom le malo upira.
- Prelih, služabnik in hlapec deluje zgolj groteskno in ne vzbuja sočutja. Je zahrbten, preračunljiv, izkoriščevalski, osladno prijazen, kot hlapec ubogljivo izpolnjuje zadane ukaze. V pravi luči se pokaže šele v odnosu do Hane. Takrat se prelevi v nenasitnega in izkoriščevalskega pohotneža, ki želi samo potešiti svoje nagonske primitivne spolne potrebe. Hana vidi Preliha kot močnega, groznega in skoraj demonskega, iz česar izvira tudi njen strah. V resnici pa je Prelih le klavrna in nemočna oseba.
- Trgovec Vajda, Hanin oče, ob vrnitvi hčere pripravi veselico. Hči ga zelo ceni in spoštuje ter se mu želi prikazati v najboljši možni luči.
- Klikot je pesnik, ki je zaljubljen v Hano. Svoj prosti čas namenja pisanju poezije in igranju na flavto. Hani vsak dan piše pisma, ki jih nikdar ne odpošlje, sam pa si napiše tudi odgovore. Preveč je prestrašen, da bi ji razkril svoja čustva.
- Tarbula in Afra sta mestni opravljivki, ki imata pod nadzorom vse dogodke v mestu, skrbno bedita nad prebivalci in pazita, da se kdo ne izmuzne.
- Juta je služkinja pri trgovcu Vajdi.
- Klef je izprijen čudak, šepavec, ki v gozdu zapeljuje mladoletnico.
- Gapitu družbo dela le njegova kavčukasta lutka, je paranoičen norec, ki se čuti opazovanega od sovražnikov.
- Teobald je grbavec, obseden z gledališko igro.
- Gospa Prestopil Teobaldu dela družbo in z njim bere dialoge v Ibsenovi drami Strahovi.
- Tereza je pomočnica v Hanini hiši in njena zaupnica.
- Mirna žena (Elza) hoče narediti samomor, a ji tega Afra ne pusti, ker ji je Elza v mladosti speljala zaročenca, in se noče odpovedati temu, da jo muči.

## Odzivi na dramo
- France Vodnik: Dogodek v mestu Gogi: Igra v dveh dejanjih. DiS 43/9–10 (1930). 323–24. Dokument v zbirki Digitalne knjižnice Slovenije.
- Josip Vidmar: Slavko Grum: Dogodek v mestu Gogi: Igra v dveh dejanjih. LZ 50/9 (1930). 562–65. Dokument v zbirki Digitalne knjižnice Slovenije..

## Uprizoritve
- 13. maj 1931 – Drama SNG v Mariboru
- 23. junij 1931 – Drama SNG v Ljubljani
- 16. april 1954 – Mestno gledališče ljubljansko
- 28. maj 1966 – Drama SNG v Mariboru
- 21. februar 1970 – Drama SNG v Ljubljani
- 14. maj 1980 – Primorsko dramsko gledališče v Novi Gorici
- 26. december 1986 – Drama SNG v Ljubljani
- 20. oktober 1991 – Drama SNG v Mariboru
- 12. november 1995 – Gledališče Koreodrama
- 11. oktober 2001 – Primorsko dramsko gledališče v Novi Gorici
- 16. marec 2007 – Slovensko ljudsko gledališče Celje
- 27. februar 2016 – Slovensko stalno gledališče (SSG) Trst
- 10. junij 2016 – Událost v městečku Goga (režija Uroš Trefalt), Malé divadlo Liberec, Češka